# Myotis riparius
Myotis riparius là một loài động vật có vú trong họ Dơi muỗi, bộ Dơi. Loài này được Handley mô tả năm 1960.